# Quasi-Zenith Satellite System

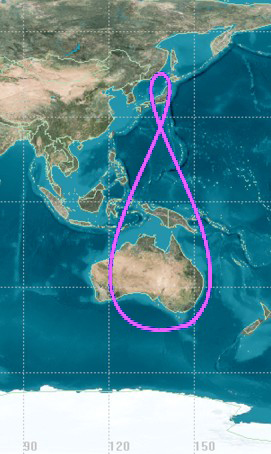
Orbitální dráha pro Quasi-Zenith satelitní systém

Animace pro QZSS satelitní systém

Quasi-Zenith Satellite System (QZSS) je regionální navigační systém pro Japonsko a asijsko-pacifický region. Jedná se o plošně omezenou verzi globálního pozičního systému, jako je například GPS. Poskytuje informace pouze o konkrétní oblasti. 

## Význam kvazizenitového polohovacího systému
Při standardním satelitním určováním polohy je pro větší přesnost nutné přijímat signály ze čtyř nebo více družic.
Japonsko však má mnoho horských oblastí a městských periférií lemovaných výškovými budovami a je zde málo nížin, takže je obtížnější příjem ze satelitů s nízkými elevačními úhly nadmořské výšky. Spousta družic standardního systému GPS je pro uživatele obtížně dostupná.
Proto Japonsko vybudovalo svůj kvazizenitový satelitní systém, který má odlišnou dráhu od satelitů GPS a zvyšuje počet dostupných družic pro uživatele v kombinaci s družicemi GPS. Kvazizenitové družice se pohybují ve velkých elevačních úhlech.
Kvazizenitový systém vyžaduje svůj vlastní přijímač. Systém QZSS aktuálně využívá jednu geostacionární družici a tři družice, které se pohybují na vysokých oběžných drahách, mírně eliptických a i proto potřebují vysílat silnější rádiové vlny než systém GPS. Každá oběžná dráha  je od ostatních dvou vzdálena ve sklonu 120°. Díky tomu družice nejsou geostacionární a pro uživatele nezůstávají na jednom místě na obloze. Místo toho utvářejí asymetrické stopy ve tvaru 8, které jsou navrženy, aby zajistily jejich pohyb nad oblastí Japonska a okolí.

## Družice
Družice vyvinula a vyráběla společnost Mitshubishi Electric. První družice s názvem Michibiki 1 byla vypuštěna 11. září 2010.
1. června 2017 byla zprovozněna druhá družice, která kopíruje kvazizenitovou dráhu a třetí družice odstartovala 19. srpna 2017.  Tato družice je o 700 kg těžší než předchozí dvě družice a funguje jako geostacionární satelit. 
Družice Michibiki 4 odstartovala 10. října 2017 z kosmodromu Tanegashima, která se pohybuje taktéž po kvazizenitové dráze. 
Vzhledem k dosažení plánované desetileté životnosti satelitu, odstartovala 26. října 2021 náhradní družice za Michibiki 1.